# 스키너 상자

스키너 상자

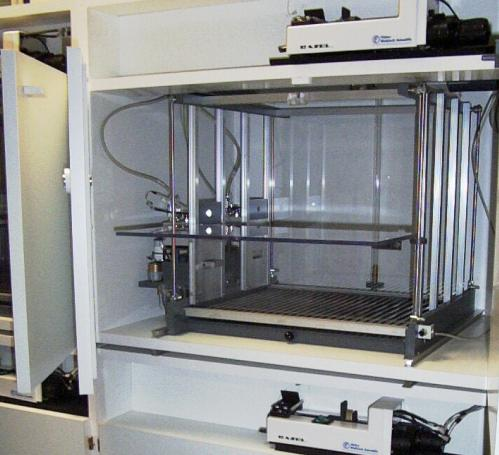
2 개의 응답 레버, 2 개의 큐 라이트, 1 개의 전기 화 된 플로어, 1 개의 하우스 라이트 및 1 개의 스피커가 있는 스키너 박스가 케이지 위에 있습니다.

스키너 상자(Skinner box, Operant conditioning chamber라겨도 함)는 동물 행동을 연구하는 데 사용되는 실험 기구이다. 하버드 대학교 버러스 프레더릭 스키너가 1930년과 1931년 사이에 창안했으며, 폴란드의 신경과학자 예지 코노스키(Jerzy Konorski)의 연구에서 영감을 받았을 수도 있다. 스키너 상자는 조작적 조건형성과 고전적 조건형성 양쪽 모두를 연구하는 데 사용된다.
스키너는 에드워드 손다이크가 만든 퍼즐 상자의 한 변형으로 이 기구를 만들었다.

## 목적
스키너 상자는 실험용 동물에게 빛이나 소리 신호와 같은 특정한 자극에 대한 반응으로 특정한 동작(레버를 누르는 것과 같은)을 학습시켜 조건형성을 연구할 수 있는 도구이다. 실험용 동물이 정확한 행동을 취하면 스키너 상자의 장치가 음식이나 다른 보상을 준다. 실험용 동물이 부정확하거나 누락된 반응을 보이면, 스키너 상자는 그에 상응한 처벌(punishment)을 가하기도 한다. 예를 들어 초파리를 비롯한 특정한 무척추동물에 대해 조작적 조건형성이 어떻게 작용하는지를 시험하기 위해 심리학자들은 “열 상자”라고 알려진 장비를 사용한다. 본질적으로 열 상자는 스키너 박스와 같은 모양이지만, 상자는 온도 변화가 가해질 수 있는 영역과 그렇지 않은 영역으로 나뉘어 있다. 무척추동물이 온도 변화가 가해질 수 있는 쪽으로 넘어가면 그 영역은 가열된다. 결국에는 그 무척추동물은 온도 변화가 가해지지 않는 쪽에 머무르도록 조건화된다. 결국, 초파리는 상자가 최저 온도로 변하더라도 차가운 영역에 남아있으려 한다. 이러한 유형의 기구 덕택에 실험자들은 보상/처벌 메커니즘을 통해 조건형성과 교육을 연구할 수 있다.

## 구조
스키너 상자는 실험용 동물을 쉽게 수용할 수 있을 만큼 큰 상자이다.(일반적으로 사용되는 동물은 실험용 생쥐를 비롯한 설치류, 비둘기 그리고 영장류가 포함된다.) 상자는 외부의 자극에 교란되지 않도록 차음성, 내광성을 갖추기도 한다.
스키너 상자에는 레버와 같은 조작 장치가 최소한 한 개가 들어있으며, 때때로 두 개나 그 이상을 포함하여 조건반응이나 동작을 자동적으로 감지할 수 있다. 영장류와 쥐를 이용하는 일반적인 조작 장치는 반응 레버이다. 실험용 동물이 레버를 누르면 반대쪽 끄트머리가 움직이고 컴퓨터나 다른 장비에 의해 모니터링되는 개폐기를 닫는다. 비둘기를 비롯한 조류를 이용하는 일반적인 조작 장치는 새가 충분한 힘으로 쪼았을 때 동작하는 반응 키이다. 스키너 상자의 또 다른 최소 구성요소는 기본 강화제(음식과 같은 보상)나 물 또는 펠릿과 같은 무조건 자극이다. 토큰으로 이용되는 LED신호와 같은 조건자극도 강화물로 이용될 수 있다.
스키너 상자는 하나의 스위치, 하나의 먹이 공급기 그리고 이러한 반응에 대한 누가반응기록기(Cumulative record)로 구성되는 비교적 간단한 구성이지만, 많은 심리학적 현상을 조사할 수 있는 과학적 연구방법에 적합한 장치이다. 현대의 스키너 상자는 일반적으로 많은 스위치들과 둘 이상의 보상 장치 및 빛과 소리, 음악, 형상, 그래픽 등을 출력하는 다양한 장치를 가지고 있다. 어떤 구성에서는 다양한 시각 자극들을 제시하기 위해 LCD 패널을 사용하기도 한다.
일부 스키너 상자에는 동물에게 전기충격을 가하기 위해 전기 그물이나 바닥이 있다. 또, 음식이 나오는 시간 정보를 색으로 표시하는 조명을 포함하기도 한다. 전기충격의 이용이 전례가 없는 건 아니지만, 동물에 대한 실험을 규제하는 국가에서는 승인이 필요하다.

## 연구의 영향
스키너 상자는 행동 약리학을 포함한 다양한 연구 분야에서 일반적으로 쓰인다. 행동 경제학과 같은 심리학 바깥의 여러 다른 분야에서 이 실험을 해서 정보를 얻는다.
1945년 스키너는 그의 아내가 어린 딸을 키우데 있어서 기존의 요람을 개선한 진보적 사고에서 과학적인 기술이 가정에서의 편한 육아생활에도 긍정적으로 적용될수있다는 점을 보여주는 자료를 제공한바있다.

## 상업적 활용
슬롯머신이나 온라인 게임들은 반복 보상 행동을 강화하는 복잡한 자극 스케줄을 이용하는 인간용 스키너 박스의 예로 들어지기도 한다. 구글이나 페이스북, 트위터를 비롯한 SNS들도 이용자들이 서비스를 바쁘게 이용하도록 스키너리안 마케팅 등 스키너 상자에 관한 연구를 이용하는 것으로 알려졌다. 게임 외적 맥락에서 게임 디자인 요소를 사용하는 ‘게임화’는 유저들로 하여금 디자이너가 원하는 행동을 하도록 부추기기 위해 조작적 조건화와 다른 행동주의 기법을 사용하는 것으로 설명할 수 있다.

## ‘스키너 상자’ 라는 이름

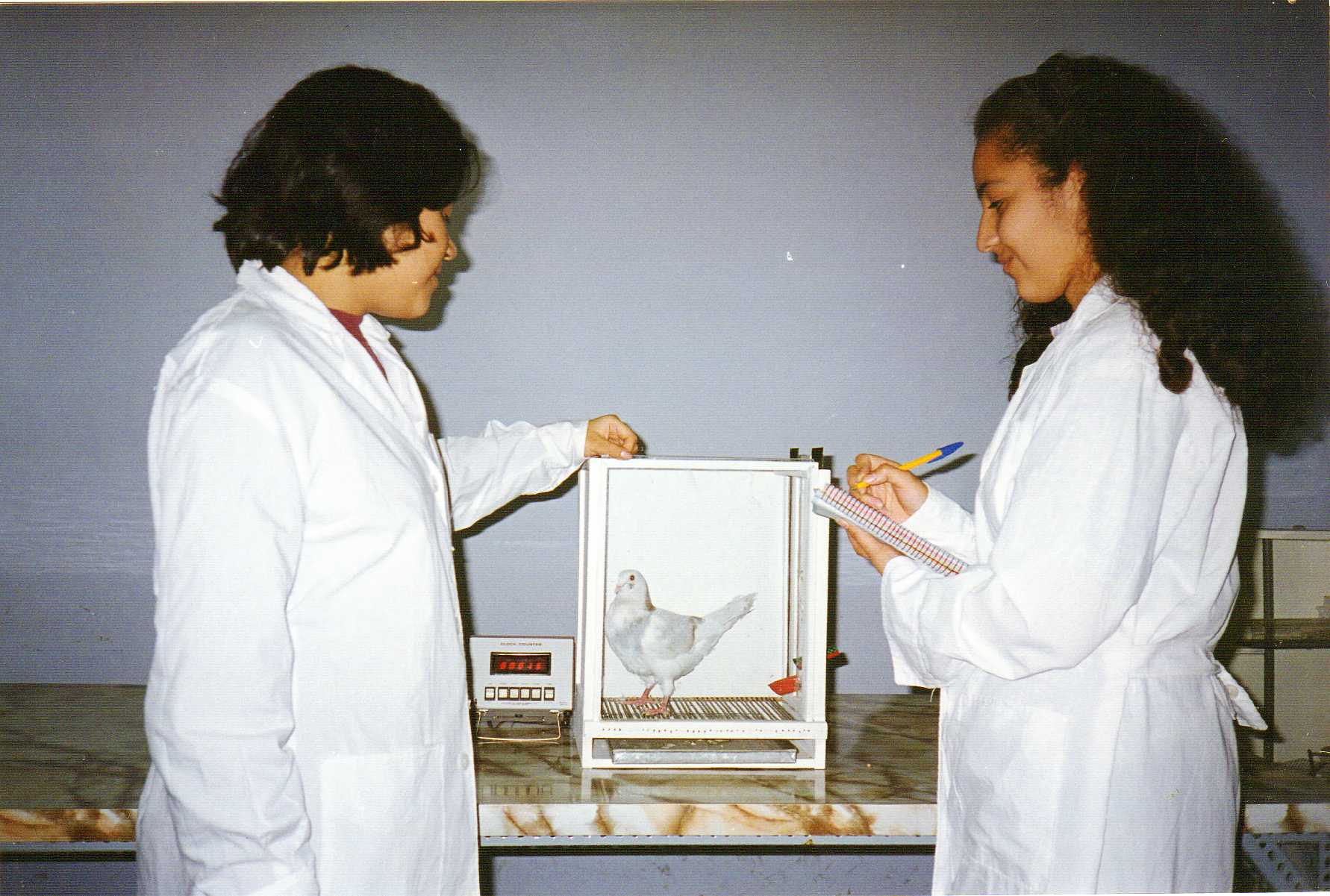
Skinner 상자를 사용하는 학생, 리마의 San Marcos 국립 대학교, Perú.

스키너는 자신의 이름을 따서 스키너 상자라는 이름 짓는 것을 원하지 않았다. 그러나 다른 학자들이 '스키너 상자'라는 이름을 사용하기 시작했고, 스키너는 이것을 '레버가 달린 상자' 등의 이름으로 부를 것을 제안하기까지 하였다.

## 같이 보기
- 행동주의